# Metateris
Els metateris (Metatheria) són una infraclasse de la classe dels mamífers. Fou proposat per Thomas Henry Huxley el 1880, és un sinònim proper del tàxon dels marsupials tot i ser una mica més ampli, i comprèn grups d'animals extints. Els primers representants coneguts són del Cretaci inferior a Nord-amèrica.
Els éssers vius més propers als metateris són els euteris (també classificats per Huxley el 1880). Tots dos són sovint units en el tàxon dels teris (Parker i Haswell, 1897), que conté tots els mamífers vius excepte els monotremes.
Hi ha entre 260 i 280 espècies de metateris, gairebé 200 d'ells nadiues d'Austràlia i les illes pròximes al nord. N'hi ha també moltes espècies existents a Sud-amèrica i una espècie, l'opòssum de Virgínia, nadiua de Nord-amèrica.

## Reproducció
Es diferencien dels mamífers euteris (Eutheria) en els seus trets reproductius. La femella té dues vagines, cadascuna de les quals condueix a un compartiment diferent a l'úter. Els mascles tenen generalment un penis bífid que correspon a les dues vagines de les femelles. La femella embarassada desenvolupa una espècie de sac gestacional al ventre on lliura els aliments a l'embrió. L'embrió neix en un estadi molt primerenc del desenvolupament (al voltant de les 4-5 setmanes), després del qual s'enfila pel ventre de la mare i s'aferra a un mugró. Segueix unit al mugró durant unes quantes setmanes. El descendent passa més endavant per una etapa en què surt temporalment de la bossa, on torna per obtenir calor i aliment.
El naixement primerenc dels metateris comporta que els joves creixin molt més aviat que els mamífers placentaris i els metateris no han necessitat desenvolupar una placenta complexa per protegir els joves contra el sistema immunitari de la seva mare. El naixement primerenc col·loca el metateri nounat minúscul en major risc, però redueix perceptiblement el risc de l'embaràs, ja que no hi ha necessitat de dur un gran del fetus en males estacions.
Perquè un marsupial nounat pugui pujar fins als mugrons de la seva mare, té membres davanters que es desenvolupen molt millor que la resta del seu cos. Aquest requisit és responsable de la gamma més limitada d'adaptacions locomotrius en metateris que en placentaris; els marsupials conserven una ala, o una aleta com alguns grups de mamífers placentaris han fet.

## Evolució
Les proves fòssils no donen suport a la creença que els metateris eren avantpassats primitius dels mamífers placentaris. Ambdues branques de l'arbre mamífer semblen haver-se desenvolupat aproximadament al mateix temps, cap al final de l'era mesozoica i han estat competidors des d'aquest temps.
El primer marsupial conegut és Sinodelphys szalayi, que visqué fa uns 125 milions d'anys; fou descobert a la Xina i té una antiguitat similar a la del primer placentari fòssil que fou trobat a la mateixa àrea.
En la majoria dels continents, els euteris eren molt més adaptats i no hi sobrevisqué cap espècie de metateri; a Sud-amèrica els opòssums conservaren una forta presència. L'aïllament d'Austràlia evità que els placentaris desplacessin els marsupials, que hi sobrevisqueren fins avui en dia.

## Classificació
Els metateris es divideixen en:
Superordre Ameridelphia

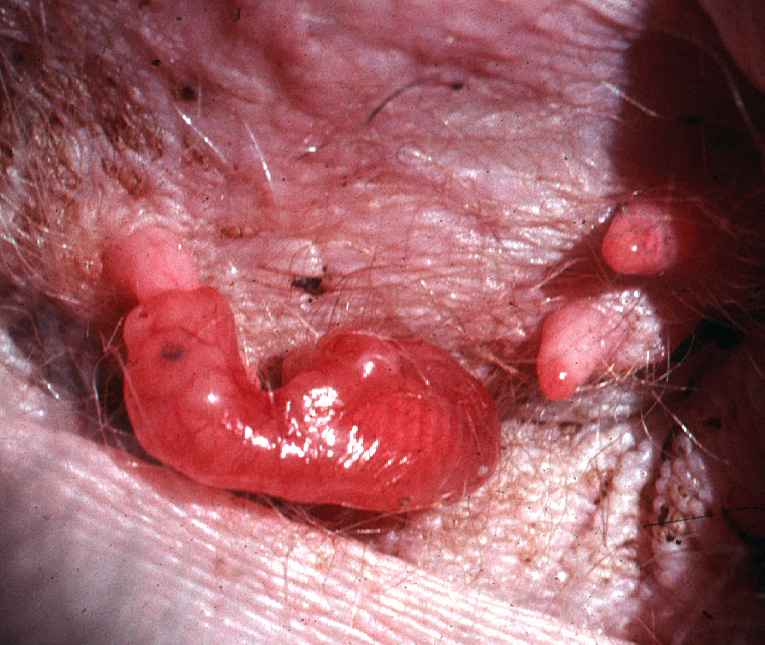
Cria dins el marsupi

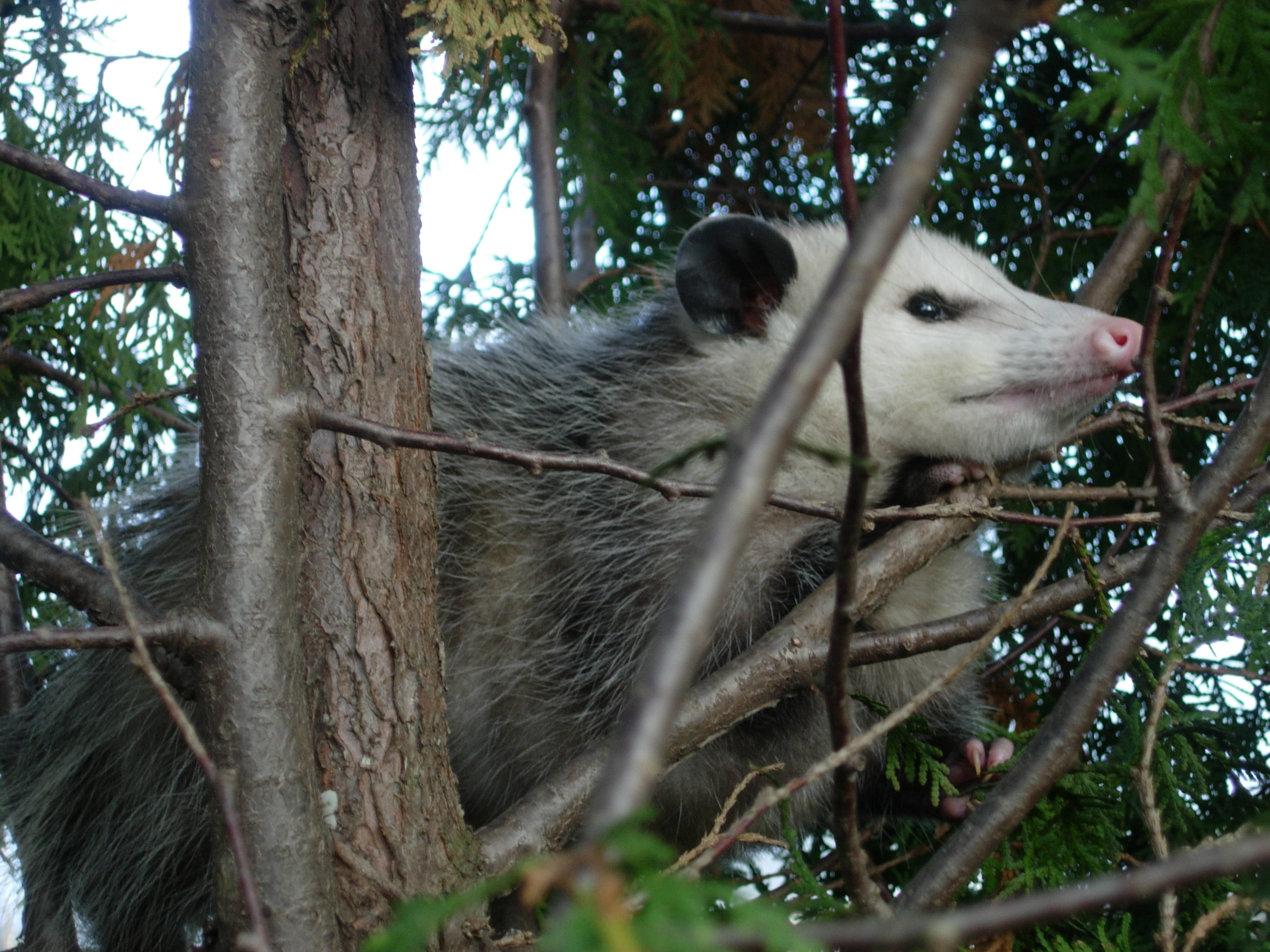
Didelphis virginiana

- Ordre Didelphimorphia (63 espècies)
  - Família Didelphidae
- Ordre Paucituberculata (6 espècies)
  - Família Caenolestidae

Superordre Australidelphia
- Ordre Microbiotheria (1 espècie)
  - Família Microbiotheriidae
- Ordre Dasyuromorphia (63 espècies)
  - Família Thylacinidae - llop marsupial †
  - Família Dasyuridae
  - Família Myrmecobiidae
- Ordre Peramelemorphia (21 espècies)
  - Família Peramelidae
  - Família Thylacomyidae
- Ordre Notoryctemorphia (2 espècies)
  - Família Notoryctidae
- Ordre Diprotodontia (117 espècies)
  - Família Phascolarctidae
  - Família Vombatidae
  - Família Phalangeridae
  - Família Burramyidae
  - Família Tarsipedidae
  - Família Petauridae
  - Família Pseudocheiridae
  - Família Potoroidae
  - Família Acrobatidae
  - Família Hypsiprymnodontidae
  - Família Macropodidae

Hi ha moltes espècies petites, arbòries en cada grup. Aquests en Ameridelphia sovint es diuen els «opòssums», mentre que aquests en Australidelphia són «possums».